# Kebu Stewart
Kebu Omar Stewart , (nacido el 19 de diciembre de 1973 en Brooklyn, Nueva York)  es un exjugador de baloncesto estadounidense. Con 2.03 de estatura, su puesto natural en la cancha era el de pívot.

## Trayectoria
- Universidad de Nevada Las Vegas (1993-1995)
- Universidad de California State, Bakersfield (1995-1997)
- Philadelphia 76ers (1997-1998)
- Sioux Falls Skyforce (1998-1999)
- Vaqueros de Bayamón (1999)
- Sioux Falls Skyforce (1999-2000)
- Atléticos de San Germán (2000)
- Hapoel Jerusalen (2000-2001)
- Avtodor Saratov (2001-2002)
- UNICS Kazán (2002-2003)
- Prokom Sopot (2003)
- Club Baloncesto Estudiantes (2003)
- Vojvodina Novi Sad (2003-2005)
- Pallacanestro Cantú (2005-2006)
- Estrella Roja de Belgrado (2006-2007)
- Barons/LMT (2007)